# Walheim (Alto Reno)
Walheim é uma comuna francesa na região administrativa de Grande Leste, no departamento Alto Reno.